# Dáša Zázvůrková
Dáša Zázvůrková (* 9. června 1981 Benešov) je česká zpěvačka a herečka. Vystudovala nonverbální a komediální divadlo na HAMU u Borise Hybnera a italianistiku na Filozofické fakultě Univerzity Karlovy. Hrála v zájezdových představeních Karla Šípa a Josefa Aloise Náhlovského Sanatorium, Blázinec a Všechnopartička. V letech 2003 – 2014 byla externí členkou divadla Semafor. Hrála také roli Vanilky v jazzové opeře Jiřího Suchého a Jiřího Šlitra Dobře placená procházka v Národním divadle (2007) a pak také v Klicperově divadle (2009). Hraje také v Kabaretu Černá myš v Ungeltu.
Koncertuje se svým repertoárem s doprovodným triem, které vede Pavel Větrovec, či se semaforskými písničkami v představení Koncert v barvách Semaforu.

## Divadlo

### Divadlo Semafor
- Pension Rosamunda, 2005 – Dáša
- Pokušení svatého Antonína, 2006–2008
- Lysistrata, 2007 – Kleonike
- Kam se poděla Valerie?, 2012 – Vlasta Šárková
- Sedmero havranů, 2013 – matka

### Národní divadlo
- Dobře placená procházka, 2007 – Vanilka

### Klicperovo divadlo
- Dobře placená procházka, 2009 – Vanilka

### Divadlo Ungelt
- Kabaret Černá myš, 2013 – operetní sboristka

## Filmografie
- Osudové peníze, televizní film, 2010
- Fotograf, 2015
- Bezdružice, 2015

## Diskografie
- Ať trvají ty nymfy, 2010
- Cuore Infranto (L.Sebastianelli) 2019
- Le Rovine del cuore 2022
- Dáša Zázvůrková zpívá Hanu Hegerovou 2025